# Lilly Thornton
Lilly Thornton (* 26. Januar 1966) ist eine schweizerisch-amerikanische Jazzsängerin, die in der Schweiz lebt.

## Leben und Wirken
Thornton wuchs in der Schweiz mit Jazz und Soul auf. Sie studierte an der Swiss Jazz School Bern bei Rachel Gould, dazu auch bei Kevyn Lettau (Los Angeles) und Eva Brand (funktionale Stimmtechnik, Stuttgart). Seit dem Alter von 25 Jahren ist sie als professionelle Sängerin in unterschiedlichen Formationen und freiberuflich tätig. Bereits Anfang der 1990er Jahre trat sie mit internationalen Jazzmusikern wie Benny Golson, Arthur Blythe oder Jimmy Woode auf. Zu ihrem Quintett gehören seit 2008 neben Trompeter Christian Meyers Pianist Ull Möck, Bassist Jens Loh und Schlagzeuger Eckhard Stromer. Sie trat beim Montreux Jazz Festival, beim Deutschen Jazzfestival sowie bei den Ingolstädter und Leipziger Jazztagen auf. Sie ist auch auf Alben von Peter Lehel, Thomas Anders und Meinhard Jenne zu hören.
Daneben unterrichtet sie seit 2002 an einer Musikschule in Winterthur.

## Diskographische Hinweise
- Mike Hennessey: Remembering Dinah: A Salute to Dinah Washington (In + Out Records 1996, mit Nat Adderley, Brian Wood, Arthur Blythe, Billy Mitchell, Benny Golson, Geoff Carter, Jan Harrington, Keter Betts, Jimmy Cobb u. a.)
- Thorntones (Finetones 2000 mit Claus Stötter, Dizzy Krisch, Jochen Feucht)
- Invitation (Mulatina Records 2011)
- Something’s Coming (Mulatina Records 2011)